# 28295 Heyizheng
28295 Heyizheng è un asteroide della fascia principale. Scoperto nel 1999, presenta un'orbita caratterizzata da un semiasse maggiore pari a 2,7343210 UA e da un'eccentricità di 0,0969812, inclinata di 4,26662° rispetto all'eclittica.